# El Milia
El Milia là một đô thị thuộc tỉnh Jijel, Algérie. Dân số thời điểm năm 2002 là 69.163 người.